# 基希讷乌车站

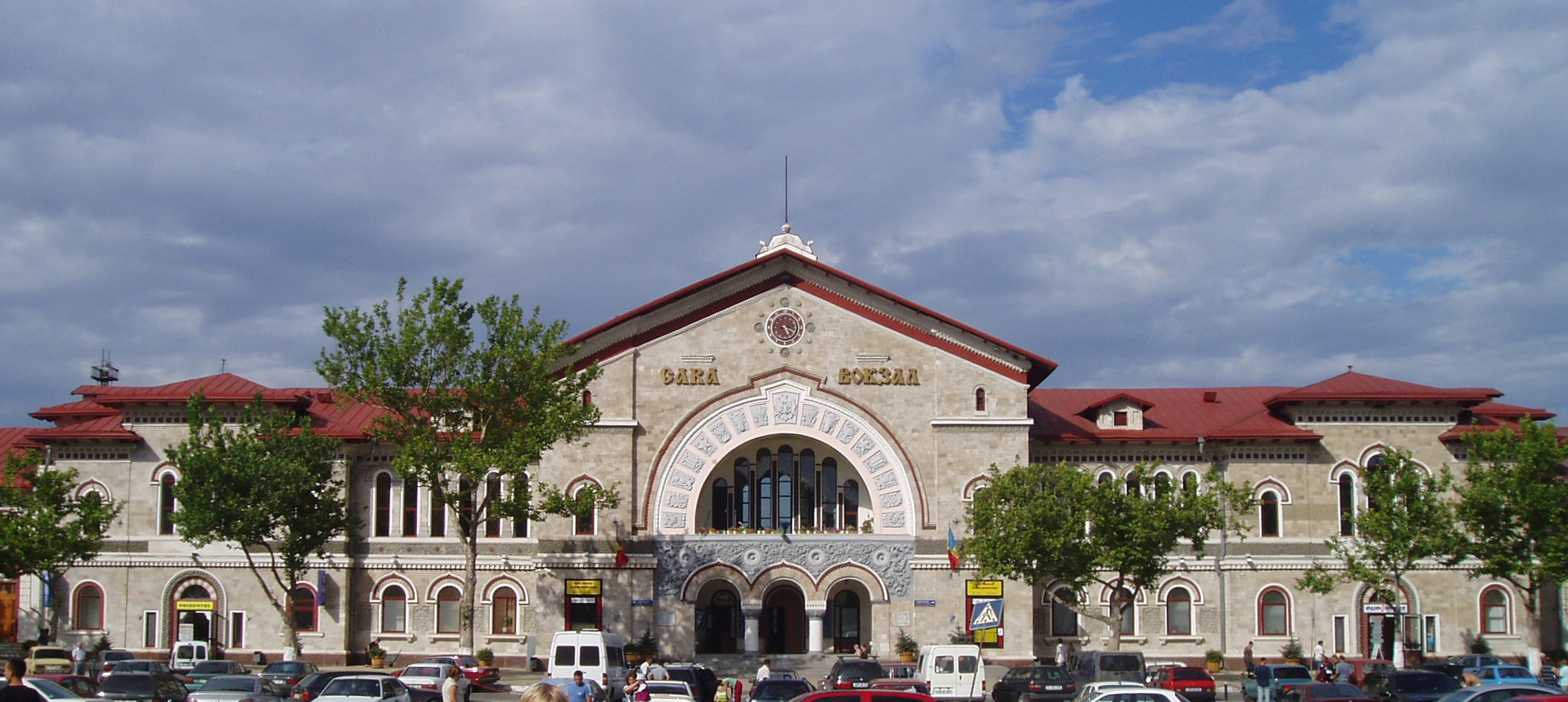
基希讷乌车站

基希讷乌车站（羅馬尼亞語：Gara feroviară din Chișinău）是摩爾多瓦首都基希讷乌的主要鐵路車站。原始車站大樓建於1870年，車站於第二次世界大戰期間遭到嚴重破壞，現今的車站是戰後重建。

## 服務
除摩爾多瓦的國內列車外，尚有從基希訥烏到布加勒斯特、基輔、莫斯科（每日）、明斯克（星期二、星期五和星期日）和華沙（星期一、星期三和星期五）的國際列車。